# Circonscription de Zaghouan
La circonscription de Zaghouan est une ancienne circonscription électorale tunisienne. Elle couvre le territoire du gouvernorat de Zaghouan.
Le décret-loi no 2022-55 du 15 septembre 2022 la divise en trois circonscriptions.

## Résultats électoraux
Voici les résultats des élections constituantes tunisiennes de 2011 pour la circonscription ; la liste donne les partis ayant obtenu au moins un siège :
| Parti          | Parti                                                              | Voix   | %    | Sièges |
| -------------- | ------------------------------------------------------------------ | ------ | ---- | ------ |
|                | Ennahdha                                                           | 21 285 | 34,6 | 2      |
|                | Pétition populaire pour la liberté, la justice et le développement | 5 561  | 9    | 1      |
|                | Parti démocrate progressiste                                       | 3 702  | 6    | 1      |
|                | Congrès pour la République                                         | 3 099  | 5    | 1      |
| Inscrits       | Inscrits                                                           | 66 586 | 100  | 5      |
| Votants        | Votants                                                            | 61 511 |      | -      |
| Exprimés       | Exprimés                                                           | 61 511 | 100  | -      |
| Blancs et nuls | Blancs et nuls                                                     | 5 075  |      | -      |

## Constituants
|  | Nom                                         | Image | Parti                                                              |
|  | ------------------------------------------- | ----- | ------------------------------------------------------------------ |
|  | Khaled Belhaj Mohamed Ben Salem (2011-2012) |       | Ennahdha                                                           |
|  | Nabiha Torjmane                             |       | Ennahdha                                                           |
|  | Kais Mokhtar                                |       | Parti démocrate progressiste puis Al Joumhouri                     |
|  | Jdidi Alsbouii                              |       | Pétition populaire pour la liberté, la justice et le développement |
|  | Nacer Brahmi                                |       | Congrès pour la République, Wafa puis indépendant                  |